# دیدیه اول نیکول
دیدیه اول نیکول (انگلیسی: Didier Ollé-Nicolle؛ زادهٔ ۲ سپتامبر ۱۹۶۱) بازیکن فوتبال اهل فرانسه است.
از باشگاه‌هایی که در آن بازی کرده‌است می‌توان به باشگاه فوتبال آنژه اشاره کرد.